# Босага (Босагинський сільський округ)
Босага́ (каз. Босаға) — село у складі Шетського району Карагандинської області Казахстану. Адміністративний центр та єдиний населений пункт Босагинського сільського округу.
Населення — 735 осіб (2021; 975 у 2009, 685 у 1999, 1342 у 1989).
Національний склад станом на 1989 рік:
- казахи — 100 %.

У радянські часи село називалось також Босагінський.